# وسنارینون
وسنارینون (انگلیسی: Vesnarinone) یک عامل کاردیوتونیک است. همچنین یک مهارکننده مخلوط فسفودی‌استراز ۳ و اصلاح‌کننده کانال یونی که فعالیت اینوتروپیک مثبت، وابسته به دوز، اما حداقل فعالیت کرونوتروپیک منفی دارد. وسنارینون عملکرد بطنی را در بیمارانی که بدترین درجه نارسایی قلبی دارند، بیشتر بهبود می‌بخشد.